# Мадона деј Ронки (Болоња)
Мадона деј Ронки (итал. Madonna dei Ronchi) је насеље у Италији у округу Болоња, региону Емилија-Ромања.
Према процени из 2011. у насељу је живело 16 становника. Насеље се налази на надморској висини од 18 м.